# Contai
Contai (também conhecido como Kanthi) (em bengali:  কাঁথি) é uma cidade no distrito de Purba Medinipur, Bengala Ocidental, na Índia.

## Geografia
Contai situa-se a cerca de 160 km de Calcutá e a 30 km da cidade de Digha.